# Как тебе такое, Илон Маск?
«Как тебе такое, Илон Маск?» — мем русскоязычного интернета, появившийся в конце 2017:102 или начале 2018 года и высмеивающий нелепые российские изобретения. Стал после своего появления одним из самых популярных в России:102, а также получил некоторое распространение в англоязычной среде. Смысл мема заключается в публикации фото с неким «лайфхаком», который бросает вызов американскому инженеру и предпринимателю Илону Маску:102.

## История возникновения
Фраза «Как тебе такое, Илон Маск?» появилась в рунете в начале 2018 года в ответ на запуск в космос кабриолета Tesla на испытаниях ракеты Falcon Heavy американского инженера Илона Маска. Пользователи российского сегмента сети стали шутить о том, какие «российские изобретения» способны конкурировать с Tesla, SpaceX и другими его продуктами. Некоторые исследователи при этом считают, что фраза начала использоваться уже с конца 2017 года:102. Как прототип фразы отмечают твит популярного блогера Сталингулаг 31 октября 2017 года: он опубликовал скрин новости о том, что ученые из Новосибирска научились коптить селедку в коллайдере, с вопросом: «Как ты на это ответишь, Илон Маск?».
В середине 2018 года мем проник в англоязычный интернет, после того как твиттер-пользователь из США с ником Cortney разместила подборку картинок с примерами российских лайфхаков и комментарием «как тебе такое, Илон Маск?». Как писала Lenta.ru, «в ответ микроблогеры из разных стран заявили, что знакомы с таким явлением, как русские мемы, и начали признаваться им в любви». Издание сообщило, что некоторые из них называли русские мемы самыми смешными в мире. «Мир фантастики» объявил «Как тебе такое, Илон Маск?» главным мемом 2018 года, иронично назвав его «культурным влиянием нашей страны».
Маск долгое время не реагировал на многочисленные твиты с таким вопросом, но 1 февраля 2019 года он ответил изданию «Украинская правда», которая разместила твит с автомобилем Tesla в поселке Марс Черниговской области Украины с текстом «Tesla Model S находится в украинской деревне Марс. Как тебе это нравится, @elonmusk? Похоже, мы победили тебя». Маск написал под этим твитом на английском: «Whoa cool» («Ух ты, круто!»).
11 февраля 2019 года в Твиттере общероссийского федерального канала НТВ было размещено видео под названием «По улицам Ставрополя ездит „самоходный инфаркт“» с подписью «And how do you like this, @elonmusk?» (с англ. — «Как тебе такое, Илон Маск?»), которое вызвало широкий резонанс в социальных сетях:102. В этом ролике 18-летний житель Невинномысска Сергей Артюшенко едет по дорогам города на автомобиле ВАЗ-2106. У автомобиля изменена конструкция: двигатель перемещён в багажник, а все приборы управления и водительское кресло развернуты на 180 градусов, и при движении создается иллюзия, что автомобиль едет задом наперёд. Илон Маск отреагировал на это видео, оставив под ним комментарий на русском языке «хаха офигенно»:102.
В сентябре 2019 года краснодарские предприниматели пригласили Илона Маска на свой форум о малом бизнесе с помощью билборда, установленного в Лос-Анджелесе, неподалеку от офиса космической компании Маска SpaceX. На билборде была написана фраза «Kak tebe takoe, Elon Musk?», а также размещен QR-код, который вёл на сайт с видео-приглашением. Маск не приехал, однако пообщался с краснодарскими предпринимателями по видеоконференции, а согласно информации экспертного журнала «Платформа», специалисты по массовым коммуникациям высоко оценили необычный способ приглашения на мероприятие:2.
16 февраля 2021 года немецкая государственная телекомпания Deutsche Welle разместила ролик с карикатурой на генерального директора российской государственной корпорации по космической деятельности «Роскосмос» Дмитрия Рогозина, танцующего вместе с роботом Фёдором c подписью «как тебе такое, Илон Маск?».

## Исследования мема
Согласно исследованию студентки Санкт-Петербургского Политехнического университета Алики Сигуновой, опубликованному в материалах одной из международных конференций на тему коммуникативных стратегий информационного общества и основанному на анализе выборки из 100 изображений и проведенному осенью 2019 года, мем получил наибольшее распространение в Твиттере, на который приходится 57 % упоминаний, 25 % принадлежит социальной сети ВКонтакте (кроме публикаций самих пользователей, здесь существуют сообщества, направленные на создание мема «Как тебе такое, Илон Маск?»), а на остальные социальные сети, блоги и форумы приходится 18 %.
Сигунова на основе той же выборки пишет, что 84 % картинок высмеивает нелепые российские изобретения, ситуации и происшествия, 9 % относится к описанию субъективных ситуаций узкой направленности, 7 % — восхищение мемом среди зарубежной аудитории. По данным исследователя, в 84 % случаев мем изображает различные нелепые изобретения, которые могли быть придуманы людьми только в самых безвыходных и непредвиденных ситуациях (из них: 36 % — изобретения, которые люди используют в бытовой жизни, 27 % — описания изобретений, основой которых является лень, 9 % — лайфхаки, основанные на менталитете русского народа, 28 % — абсолютно бессмысленные изобретения, которые лишь вызывают чувство иронии у аудитории, 2 % — юмористические картинки и посты, относящиеся к политике и ситуации в мире в целом), 5 % — личные фотографии людей, которые связаны именно с космической промышленностью, а именно с запуском ракеты компании SpaceX, 3 % — комментарии пользователей, в которых они призывают Илона Маска решить их проблемы, остальные 8 % — описание различных странных событий и ситуаций в виде твитов или записей на стене, в приложении к которым идет фотография с Илоном Маском.